# Friedrich Albert Lange

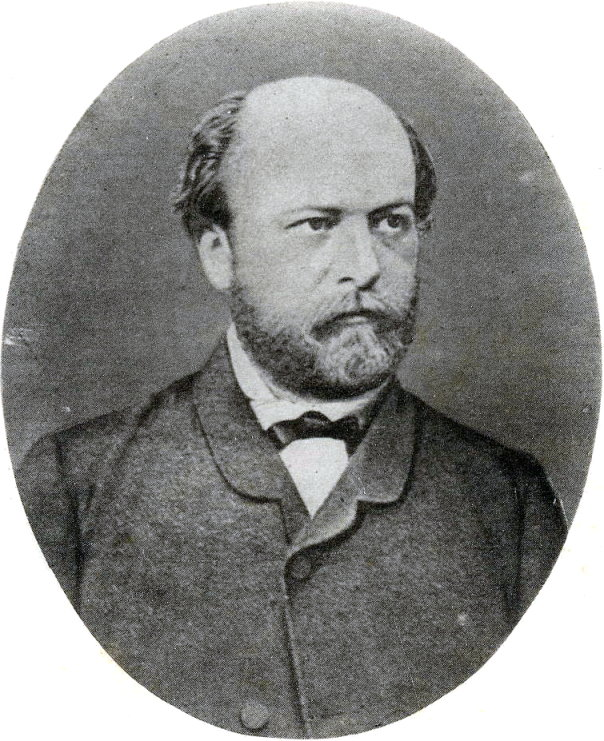

Friedrich Albert Lange (Wald, Alemania, 28 de septiembre de 1828 - Marburgo, Alemania, 23 de noviembre de 1875) fue un filósofo y sociólogo alemán.
Hijo del teólogo, Johann Peter Lange, se educó en Duisburgo, Zúrich y Bonn, donde destacó tanto en gimnasia como académicamente. En 1852 se convirtió en maestro en Colonia; en 1853 catedrático no numerado de filosofía en Bonn; y en 1858 maestro en Duisburgo, que renunció cuando el gobierno prohibió a los maestros participar en agitaciones políticas.
Lange entonces comenzó una carrera de periodismo militante en la causa de la reforma política y social. Fue importante en los  asunto públicos, y encontró tiempo para escribir la mayoría de sus libros más conocidos, Die Leibesübungen (1863), Die Arbeiterfrage (1865, quinta ed. 1894), Geschichte des Materialismus und Kritik seiner Bedeutung in der Gegenwart (1866) y Ansichten uber die sociale Frage (1866) de John Stuart Mill.
En 1866, desanimado por los asuntos en Alemania, se trasladó a Winterthur, cerca de Zúrich, para estar conectado con el periódico democrático, Winterthurer Landbote. En 1869 fue catedrático no numerado en Zúrich, y el siguiente año profesor. La fuerte simpatía de los suizos hacia los franceses en la Guerra Franco-prusiana le llevó a su rápida dimisión. De ahí en adelante dejó la política. En 1872 aceptó un profesorado en la Universidad de Marburgo. Se enfermó y, después de una larga enfermedad, murió en Marburgo.
Su Logische Studien fueron publicados por Hermann Cohen en 1877. Su principal trabajo, Geschichte des Materialismus (Historia del materialismo) es una exposición didáctica más de los principios que una historia en el verdadero sentido. Según Lange, pensar claramente sobre el materialismo es refutarlo.
Hay una escuela pública en honor a su nombre, la Friedrich-Albert-Lange-Gesamtschule, en Wald, su lugar de nacimiento, ahora parte de la ciudad de Solingen.

## Pensamiento
Lange es considerado un neokantiano, pero defiende una interpretación psicológica del sujeto trascendental, frente a lo que luego va a ser la posición típica de la Escuela de Marburgo. Para Lange, la metafísica no tiene ningún valor científico, y es pura poesía. Como dirá Borges: "La metafísica es una rama de la literatura fantástica". Esta poesía es necesaria como expresión de ciertas aspiraciones humanas. Así, la aceptamos como expresión de las necesidades, carencias y deseos humanos, siendo, en efecto, análoga a la religión y la ética. La ética misma, dice Lange, no puede ser una ciencia exacta, y es más que nada una aspiración: aspiración a la armonía entre los seres humanos. Por lo tanto, para Lange la metafísica, lo mismo que la religión y la ética, son ámbitos puramente expresivos, y su esfera no es la realidad, sino las aspiraciones humanas.
La posición de Lange tiene que ser comparada con la de otros filósofos de su época como Fischer, Zeller, Liebmann y Meyer, todos los cuales, bajo diferentes perspectivas, vienen a probar que los reportes acerca de la muerte de la filosofía han sido gravemente exagerados. Autor difícil de estudiar dado que la posteridad lo recuerda más bien por sus posiciones políticas, el pensamiento filosófico de Lange implica una naturalización de Kant. En este punto, el intento de Lange pasa por armonizar algunas tendencias de su época con la vuelta a una epistemología kantiana. Su interpretación estuvo influenciada por los puntos de vista de Fries, Beneke y Helmholtz. Así, Lange interpreta el a priori en términos de lo que llama una "organización psíquico-fisiológica". Posteriormente, esta reducción del a priori a una mera antropología biologicista va a ser fuertemente criticada por los miembros de la Escuela de Marburgo, quienes rechazan la interpretación psicológico-antropologista del a priori y ofrecen su propia interpretación, en términos, metafísicamente hablando, mucho más fuertes.

## Lecturas Adicionales
- Bleuler-Hausheer, Salomon (1876), Friedrich Albert Lange. Eine biographische Skizze und Erinnerungen an die Verfassungsrevision, in: Der Landbote und Tagblatt der Stadt Winterthur, n.º 2, 2. Januar 1876 bis n.º 11, 13. Januar 1876
- Berdiajew, Nikolai, Friedrich Albert Lange und die kritische Philosophie in ihren Beziehungen zum Sozialismus, in: Die Neue Zeit, 18. Jg., (1900), 2. Bd., S. 132-140, S. 164-174, S. 196-207
- Bernstein, Eduart, Zur Würdigung Friedrich Albert Langes, in: Die Neue Zeit. Revue des geistigen und öffentlichen Lebens, 6. Jg., (1892), 2. Bd., S. 68-78, 101-109, 132-141
- Braun, Heinrich (1881), Friedrich Albert Lange als Sozialökonom nach seinem Leben und seinen Schriften, Diss. Universität Halle a.d.Saale
- Cohen, Hermann, Friedrich Albert Lange, in: Treitschke, H.v./Wehrenpfennig, W. (Hrsg.), Preußische Jahrbücher, 37. Band, (1876), 4. Heft, S. 353-381
- Georg Eckert, Friedrich Albert Lange (1828-1875) und die Social-Demokratie in Duisburg; in: Duisburger Forschungen 8 (1965), 1-23
- ders., Friedrich Albert Lange. Über Politik und Philosophie. Briefe und Leitartikel 1862-1875; (=Duisburger Forschungen Beiheft 10); Duisburg 1968
- Elissen, Otto A. (1894), Friedrich Albert Lange. Eine Lebensbeschreibung, Leipzig
- Fischer, Heinz-Dietrich, F.A. Lange als politischer Publizist; in: Duisburger Forschungen 21 (1975), 145-173
- Freimuth, Frank (1993), Wie kultiviere ich die Freiheit bei dem Zwange? Das Bildungsverständnis Friedrich Albert Langes, Pfaffenweiler
- Grab, Walter, F.A. Langes Zeitung »Der Bote vom Niederrhein« und die Kontinuität demokratischer Strömungen in Deutschland; in: Duisburger Forschungen 21 (1975), 83-91
- Gross, Andreas / Klages, Andreas (1996), Die Volksinitiative in den Kantonen am Beispiel des Kantons Zürich, in: Auer, A. (Hrsg.), Les origines de la démocratie directe en Suisse / Die Ursprünge der schweizerischen direkten Demokratie. Actes du Colloque organisé les 27-29 avril 1995 par la Faculté de droit et le C2D, Bern, S. 267-281
- Guggenbühl, Gottfried (1936), Der Landbote 1836-1936. Hundert Jahre Politik im Spiegel der Presse, Winterthur
- Gundlach, Franz (1928), Catalogus Professorumm Academiae Marburgensis. Die akademischen Lehrer der Philipps-Universität Marburg. Von 1527-1910, S. 298.
- Heid, Ludger, F.A. Lange und der Preußische Verfassungskonflikt; in: Duisburger Forschungen 21 (1975), 56-70
- ders., Biographische Daten zu F.A. Lange; a.a.O., 268-270
- Heinemann, Gustav (1978), Friedrich Albert Lange - Der Vorrang der politischen vor der sozialen, in: Dirks, Walter/ Kogon, Eugen (Hrsg.), Frankfurter Hefte. Zeitschrift für Kultur und Politik, 33. Jg., Heft 2, Februar, S. 27-33.
- Hirsch, Helmut, F.A. Lange und die USA im Zeitpunkt des amerikanischen Sezessionskrieges; in: Duisburger Forschungen 21 (1975), 92-107
- Holzhey, Helmut, Philosophische Kritik. Zum Verhältnis von Erkenntnistheorie und Sozialphilosophie bei F.A. Lange; in: Duisburger Forschungen 21 (1975), 207-225
- Irmer, Peter,  F.A. Lange – ein politischer Agitator in der deutschen Arbeiterbewegung; in: Duisburger Forschungen 21 (1975), 1-19
- Jacobsen, Bjarne (1989), Max Weber und Friedrich Albert Lange. Rezeption und Innovation, Wiesbaden
- Wolfdietrich von Kloeden (1992). «Lange, Friedrich Albert».  En Bautz, Traugott, ed. Biographisch-Bibliographisches Kirchenlexikon (BBKL) (en alemán) 4. Herzberg: Bautz. cols. 1092–1097. ISBN 3-88309-038-7. (with references)
- Knoll, Joachim H., F.A. Lange - eine »merkwürdige Randfigur« in der Pädagogik des 19. Jahrhunderts; in: Duisburger Forschungen 21 (1975), 108-132
- Ley, Hermann, F.A. Langes „Geschichte des Materialismus“; in: Duisburger Forschungen 21 (1975), 174-187
- Majert, Regina, Friedrich Albert Lange als Präses des Vorstandes der gewerblichen Sonntagsschule in Duisburg (1860-1865); in: Duisburger Forschungen 23 (1976), 238-248
- Na’aman, Shlomo, F.A. Lange in der deutschen Arbeiterbewegung; in: Duisburger Forschungen 21 (1975), 20-55
- Plump, Klaus, Der Nachlaß F.A. Langes im Stadtarchiv Duisburg; in: Duisburger Forschungen 21 (1975), 236-267
- ders. (1975), Versuch einer Bibliographie der von Friedrich Albert Lange publizierten Schriften; in: Knoll, Joachim/ Schoeps, Uulius (Hrsg.), Friedrich Albert Lange. Leben und Werk, Duisburg, S. 236-265
- Reichesberg, Naum (1892), Friedrich Albert Lange als Sozialökonom, Dissertation Universität Bern
- Sass, Hans-Martin, Der Standpunkt des Ideals als kritische Überwindung materialistischer und idealistischer Metaphysik; in: Duisburger Forschungen 21 (1975), 188-206
- Sattler, Martin, F.A. Lange - »Socialkonservativer« oder »Socialrevolutionär«; in: Duisburger Forschungen 21 (1975), 71-82
- Schoeps, Julius H., F.A. Lange und die deutsche Turnbewegung; in: Duisburger Forschungen 21 (1975), 133-145
- Schulz, Eberhard Günter (1991), Friedrich Albert Lange und die katholische Philosophie, Bochum
- Stack, Georg J. (1983), Nietzsche and Lange, Berlin, New York
- Vaihinger, Hans (1876), Hartmann, Dürig und Lange. Zur Geschichte der deutschen Philosophie im 19. Jahrhundert, Iserlohn
- Weyer, Adam, Religion und Sozialismus bei F.A. Lange; in: Duisburger Forschungen 21 (1975), 226-235
- Wolff, Georg (1925), Friedrich Albert Langes sozialpolitische Anschauungen und seine Stellung zu Sozialismus und Sozialreform, Dissertation Universität Gießen
- Zinnel, Jürgen (2000), Friedrich Albert Langes Überlegungen zur direkten Demokratie unter Berücksichtigung zeitgenössischer Diskussionszusammenhänge, Marburg